# Stoieneasa
Stoieneasa – wieś w Rumunii, w okręgu Hunedoara, w gminie Vălișoara. W 2011 roku liczyła 60 mieszkańców.